# Église Notre-Dame-de-l'Assomption de Landouzy-la-Ville
L’Église Notre-Dame-de-l'Assomption de Landouzy-la-Ville est située à Landouzy-la-Ville, au nord du département de l'Aisne, au sud d'Hirson.

## Historique
La première église fut consacrée en 1168, l’arc triomphal de l’entrée du chœur date de cette période. En 1591, le village fut incendié par les Impériaux, il le fut à nouveau par les Espagnols, en 1653. Après ces destructions, l'église fut reconstruite, elle était à l'époque entourée d'un mur de grès. Le clocher fut restauré en sous le règne de Charles X, en 1827-1828, la façade a été édifiée en 1888. 

## Description
La façade est de style néo-classique fut réalisée en placage de ciment. Les baies de la nef ont été percées au XVIIIe siècle. Les plafonds de la nef, du chœur et de la chapelle ont été réalisés au XIXe siècle . Le monument conserve quelques éléments de périodes plus anciennes.